# Mistrzostwa Europy w Pływaniu na krótkim basenie 2002
Dziesiąte Mistrzostwa Europy w pływaniu na krótkim basenie odbyły się w Riesie w Niemczech, w dniach 12-15 grudnia 2002 roku.

## Rezultaty mężczyzn

### 50 m stylem dowolnym
| Miejsce | Zawodnik          | Państwo | Czas  |
| ------- | ----------------- | ------- | ----- |
|         | Stefan Nystrand   | Szwecja | 21,55 |
|         | Lorenzo Vismara   | Włochy  | 21,66 |
|         | Rolandas Gimbutis | Litwa   | 21,74 |

### 100 m stylem dowolnym
| Medal | Zawodnik        | Państwo   | Czas  |
| ----- | --------------- | --------- | ----- |
|       | Lorenzo Vismara | Włochy    | 47,33 |
|       | Jere Hård       | Finlandia | 48,15 |
|       | Johan Kenkhuis  | Holandia  | 48,23 |

### 200 m stylem dowolnym
| Medal | Zawodnik           | Państwo | Czas    |
| ----- | ------------------ | ------- | ------- |
|       | Emiliano Brembilla | Włochy  | 1:45,39 |
|       | Květoslav Svoboda  | Czechy  | 1:45,45 |
|       | Matteo Pelliciari  | Włochy  | 1:45,79 |

### 400 m stylem dowolnym
| Medal | Zawodnik             | Państwo | Czas    |
| ----- | -------------------- | ------- | ------- |
|       | Emiliano Brembilla   | Włochy  | 3:40,60 |
|       | Jurij Priłukow       | Rosja   | 3:41,90 |
|       | Athanasios Oikonomou | Grecja  | 3:44,68 |

### 1500 m stylem dowolnym
| Medal | Zawodnik          | Państwo         | Czas        |
| ----- | ----------------- | --------------- | ----------- |
|       | Jurij Priłukow    | Rosja           | 14:35,06 ER |
|       | David Davies      | Wielka Brytania | 14:42,51    |
|       | Christian Minotti | Włochy          | 14:51,43    |

### 50 m stylem grzbietowym
| Medal | Zawodnik           | Państwo | Czas  |
| ----- | ------------------ | ------- | ----- |
|       | Thomas Rupprath    | Niemcy  | 23,66 |
|       | Stev Theloke       | Niemcy  | 24,29 |
|       | Darius Grigalionis | Litwa   | 24,62 |

### 100 m stylem grzbietowym
| Medal | Zawodnik        | Państwo  | Czas  |
| ----- | --------------- | -------- | ----- |
|       | Thomas Rupprath | Niemcy   | 51,51 |
|       | Stev Theloke    | Niemcy   | 51,71 |
|       | Örn Arnarson    | Islandia | 51,91 |

### 200 m stylem grzbietowym
| Medal | Zawodnik      | Państwo         | Czas    |
| ----- | ------------- | --------------- | ------- |
|       | Örn Arnarson  | Islandia        | 1:54,00 |
|       | Stephen Parry | Wielka Brytania | 1:54,11 |
|       | Gordan Kožulj | Chorwacja       | 1:54,50 |

### 50 m stylem klasycznym
| Medal | Zawodnik      | Państwo | Czas  |
| ----- | ------------- | ------- | ----- |
|       | Ołeh Lisohor  | Ukraina | 26,94 |
|       | Mark Warnecke | Niemcy  | 27,15 |
|       | Jens Kruppa   | Niemcy  | 27,36 |

### 100 m stylem klasycznym
| Medal | Zawodnik       | Państwo   | Czas  |
| ----- | -------------- | --------- | ----- |
|       | Ołeh Lisohor   | Ukraina   | 59,09 |
|       | Hugues Duboscq | Francja   | 59,18 |
|       | Jarno Pihlava  | Finlandia | 59,49 |

### 200 m stylem klasycznym
| Medal | Zawodnik          | Państwo | Czas    |
| ----- | ----------------- | ------- | ------- |
|       | Davide Rummolo    | Włochy  | 2:07,70 |
|       | Maxim Podoprigora | Austria | 2:09,87 |
|       | Richárd Bodor     | Węgry   | 2:10,62 |

### 50 m stylem motylkowym
| Medal | Zawodnik        | Państwo   | Czas  |
| ----- | --------------- | --------- | ----- |
|       | Jere Hård       | Finlandia | 23,47 |
|       | Miloš Milošević | Chorwacja | 23,62 |
|       | Igor Marczenko  | Rosja     | 23,75 |

### 100 m stylem motylkowym
| Medal | Zawodnik        | Państwo | Czas  |
| ----- | --------------- | ------- | ----- |
|       | Thomas Rupprath | Niemcy  | 50,77 |
|       | Andrij Serdinow | Ukraina | 51,57 |
|       | Igor Marczenko  | Rosja   | 51,61 |

### 200 m stylem motylkowym
| Medal | Zawodnik      | Państwo         | Czas    |
| ----- | ------------- | --------------- | ------- |
|       | Stephen Parry | Wielka Brytania | 1:52,91 |
|       | James Hickman | Wielka Brytania | 1:53,02 |
|       | Ioan Gherghel | Rumunia         | 1:55,49 |

### 100 m stylem zmiennym
| Medal | Zawodnik      | Państwo   | Czas  |
| ----- | ------------- | --------- | ----- |
|       | Peter Mankoč  | Słowenia  | 53,05 |
|       | Jani Sievinen | Finlandia | 53,58 |
|       | Ołeh Lisohor  | Ukraina   | 53,65 |

### 200 m stylem zmiennym
| Medal | Zawodnik         | Państwo   | Czas    |
| ----- | ---------------- | --------- | ------- |
|       | Jani Sievinen    | Finlandia | 1:55,47 |
|       | Tamás Kerekjarto | Węgry     | 1:56,07 |
|       | Peter Mankoč     | Słowenia  | 1:56,28 |

### 400 m stylem zmiennym
| Medal | Zawodnik          | Państwo | Czas    |
| ----- | ----------------- | ------- | ------- |
|       | Alessio Boggiatto | Włochy  | 4:07,44 |
|       | Jacob Carstensen  | Dania   | 4:08,80 |
|       | László Cseh       | Węgry   | 4:08,96 |

### 4×50m stylem dowolnym (sztafeta)
| Medal | Zawodnik                                                              | Państwo  | Czas    |
| ----- | --------------------------------------------------------------------- | -------- | ------- |
|       | Johan Kenkhuis Gijs Damen Ewout Holst Mark Veens                      | Holandia | 1:26,41 |
|       | Lorenzo Vismara Christian Galenda Michele Scarica Domenico Fioravanti | Włochy   | 1:26,63 |
|       | Denys Syłantiew Ołeksandr Wołyniec Ołeh Lisohor Wiaczesław Szyrszow   | Ukraina  | 1:26,83 |

### 4×50m stylem zmiennym (sztafeta)
| Medal | Zawodnik                                                            | Państwo   | Czas        |
| ----- | ------------------------------------------------------------------- | --------- | ----------- |
|       | Stev Theloke Jens Kruppa Thomas Rupprath Carsten Dehmlow            | Niemcy    | 1:34,72 WBT |
|       | Jani Sievinen Jarno Pihlava Tero Välimaa Jere Hård                  | Finlandia | 1:35,69     |
|       | Wiaczesław Szyrszow Ołeh Lisohor Andrij Serdinow Ołeksandr Wołyniec | Ukraina   | 1:36,46     |

## Rezultaty kobiet

### 50 m stylem dowolnym
| Medal | Zawodniczka              | Państwo         | Czas  |
| ----- | ------------------------ | --------------- | ----- |
|       | Alison Sheppard          | Wielka Brytania | 24,20 |
|       | Alaksandra Hierasimienia | Białoruś        | 24,74 |
|       | Anna-Karin Kammerling    | Szwecja         | 24,98 |

### 100 m stylem dowolnym
| Medal | Zawodniczka       | Państwo  | Czas  |
| ----- | ----------------- | -------- | ----- |
|       | Alena Popczanka   | Białoruś | 53,66 |
|       | Martina Moravcová | Słowacja | 53,66 |
|       | Petra Dallmann    | Niemcy   | 54,03 |

### 200 m stylem dowolnym
| Medal | Zawodniczka      | Państwo  | Czas    |
| ----- | ---------------- | -------- | ------- |
|       | Alena Popczanka  | Białoruś | 1:55,91 |
|       | Solenne Figuès   | Francja  | 1:56,26 |
|       | Josefin Lillhage | Szwecja  | 1:56,57 |

### 400 m stylem dowolnym
| Medal | Zawodniczka       | Państwo | Czas    |
| ----- | ----------------- | ------- | ------- |
|       | Éva Risztov       | Węgry   | 4:01,95 |
|       | Jana Kłoczkowa    | Ukraina | 4:04,50 |
|       | Hannah Stockbauer | Niemcy  | 4:07,48 |

### 800 m stylem dowolnym
| Medal | Zawodnik          | Państwo    | Czas       |
| ----- | ----------------- | ---------- | ---------- |
|       | Éva Risztov       | Węgry      | 8:14,72 ER |
|       | Flavia Rigamonti  | Szwajcaria | 8:16,16    |
|       | Hannah Stockbauer | Niemcy     | 8:20,92    |

### 50 m stylem grzbietowym
| Medal | Zawodniczka        | Państwo | Czas  |
| ----- | ------------------ | ------- | ----- |
|       | Antje Buschschulte | Niemcy  | 27,62 |
|       | Ilona Hlaváčková   | Czechy  | 27,75 |
|       | Janine Pietsch     | Niemcy  | 27,88 |

### 100 m stylem grzbietowym
| Medal | Zawodniczka        | Państwo         | Czas  |
| ----- | ------------------ | --------------- | ----- |
|       | Antje Buschschulte | Niemcy          | 58,60 |
|       | Ilona Hlaváčková   | Czechy          | 59,61 |
|       | Sarah Price        | Wielka Brytania | 59,83 |

### 200 m stylem grzbietowym
| Medal | Zawodniczka         | Państwo         | Czas    |
| ----- | ------------------- | --------------- | ------- |
|       | Sarah Price         | Wielka Brytania | 2:05,19 |
|       | Antje Buschschulte  | Niemcy          | 2:06,26 |
|       | Stanisława Komarowa | Rosja           | 2:07,57 |

### 50 m stylem klasycznym
| Medal | Zawodniczka    | Państwo | Czas  |
| ----- | -------------- | ------- | ----- |
|       | Emma Igelström | Szwecja | 30,89 |
|       | Sarah Poewe    | Niemcy  | 30,90 |
|       | Janne Schäfer  | Niemcy  | 31,12 |

### 100 m stylem klasycznym
| Medal | Zawodniczka  | Państwo | Czas    |
| ----- | ------------ | ------- | ------- |
|       | Sarah Poewe  | Niemcy  | 1:06,67 |
|       | Mirna Jukić  | Austria | 1:07,11 |
|       | Ágnes Kovács | Węgry   | 1:07,97 |

### 200 m stylem klasycznym
| Medal | Zawodniczka  | Państwo | Czas    |
| ----- | ------------ | ------- | ------- |
|       | Mirna Jukić  | Austria | 2:21,66 |
|       | Sarah Poewe  | Niemcy  | 2:21,99 |
|       | Anne Poleska | Niemcy  | 2:23,51 |

### 50 m stylem motylkowym
| Medal | Zawodniczka           | Państwo | Czas  |
| ----- | --------------------- | ------- | ----- |
|       | Anna-Karin Kammerling | Szwecja | 25,78 |
|       | Lena Hallander        | Szwecja | 26,74 |
|       | Vered Borochovski     | Izrael  | 26,87 |

### 100 m stylem motylkowym
| Medal | Zawodniczka           | Państwo  | Czas  |
| ----- | --------------------- | -------- | ----- |
|       | Martina Moravcová     | Słowacja | 56,82 |
|       | Anna-Karin Kammerling | Szwecja  | 57,94 |
|       | Mette Jacobsen        | Dania    | 59,09 |

### 200 m stylem motylkowym
| Medal | Zawodniczka    | Państwo   | Czas    |
| ----- | -------------- | --------- | ------- |
|       | Éva Risztov    | Węgry     | 2:07,19 |
|       | Mette Jacobsen | Dania     | 2:08,30 |
|       | Roser Vives    | Hiszpania | 2:08,40 |

### 100 m stylem zmiennym
| Medal | Zawodniczka       | Państwo         | Czas    |
| ----- | ----------------- | --------------- | ------- |
|       | Martina Moravcová | Słowacja        | 1:00,21 |
|       | Alison Sheppard   | Wielka Brytania | 1:00,99 |
|       | Alenka Kejžar     | Słowenia        | 1:01,43 |

### 200 m stylem zmiennym
| Medal | Zawodniczka    | Państwo  | Czas       |
| ----- | -------------- | -------- | ---------- |
|       | Jana Kłoczkowa | Ukraina  | 2:08,28 ER |
|       | Alenka Kejžar  | Słowenia | 2:09,33    |
|       | Hanna Szczerba | Białoruś | 2:10,23    |

### 400 m stylem zmiennym
| Medal | Zawodniczka    | Państwo  | Czas    |
| ----- | -------------- | -------- | ------- |
|       | Jana Kłoczkowa | Ukraina  | 4:29,81 |
|       | Éva Risztov    | Węgry    | 4:33,09 |
|       | Alenka Kejžar  | Słowenia | 4:33,80 |

### 4×50m stylem dowolnym (sztafeta)
| Medal | Zawodniczka                                                                 | Państwo  | Czas    |
| ----- | --------------------------------------------------------------------------- | -------- | ------- |
|       | Josefin Lillhage Therese Alshammar Anna-Karin Kammerling Cathrine Carlsson  | Szwecja  | 1:38,65 |
|       | Alaksandra Hierasimienia Hanna Szczerba Swiatłana Chachłowa Alena Popczanka | Białoruś | 1:39,03 |
|       | Antje Buschschulte Dorothea Brandt Petra Dallmann Janine Pietsch            | Niemcy   | 1:39,56 |

### 4×50m stylem zmiennym (sztafeta)
| Medal | Zawodniczka                                                       | Państwo  | Czas    |
| ----- | ----------------------------------------------------------------- | -------- | ------- |
|       | Jenny Lind Emma Igelström Anna-Karin Kammerling Therese Alshammar | Szwecja  | 1:48,42 |
|       | Janine Pietsch Sarah Poewe Nele Hofmann Antje Buschschulte        | Niemcy   | 1:49,25 |
|       | Suze Valen Madelon Baans Chantal Groot Marleen Veldhuis           | Holandia | 1:50,56 |

## Tabela medalowa
| Miejsce | Państwo         | Złoto | Srebro | Brąz | Razem |
| ------- | --------------- | ----- | ------ | ---- | ----- |
| 1.      | Niemcy          | 7     | 7      | 8    | 22    |
| 2.      | Włochy          | 5     | 2      | 2    | 9     |
| –       | Szwecja         | 5     | 2      | 2    | 9     |
| 4.      | Ukraina         | 4     | 2      | 3    | 9     |
| 5.      | Wielka Brytania | 3     | 4      | 1    | 8     |
| 6.      | Węgry           | 3     | 2      | 3    | 8     |
| 7.      | Słowacja        | 3     | 0      | 0    | 3     |
| 8.      | Finlandia       | 2     | 3      | 1    | 6     |
| 9.      | Białoruś        | 2     | 2      | 1    | 5     |
| 10.     | Austria         | 1     | 2      | 0    | 3     |
| 11.     | Rosja           | 1     | 1      | 3    | 5     |
| –       | Słowenia        | 1     | 1      | 3    | 5     |
| 13.     | Holandia        | 1     | 0      | 2    | 3     |
| 14.     | Islandia        | 1     | 0      | 1    | 2     |
| 15.     | Czechy          | 0     | 3      | 0    | 3     |
| 16.     | Dania           | 0     | 2      | 1    | 3     |
| 17.     | Francja         | 0     | 2      | 0    | 2     |
| 18.     | Chorwacja       | 0     | 1      | 1    | 2     |
| 19.     | Szwajcaria      | 0     | 1      | 0    | 1     |
| 20.     | Litwa           | 0     | 0      | 2    | 2     |
| 21.     | Hiszpania       | 0     | 0      | 1    | 1     |
| –       | Grecja          | 0     | 0      | 1    | 1     |
| –       | Izrael          | 0     | 0      | 1    | 1     |
| –       | Rumunia         | 0     | 0      | 1    | 1     |
|         | Razem           | 39    | 37     | 38   | 114   |